# Oberea binotaticollis
Oberea binotaticollis är en skalbaggsart som beskrevs av Maurice Pic 1915. Oberea binotaticollis ingår i släktet Oberea och familjen långhorningar.
Artens utbredningsområde är Taiwan. Inga underarter finns listade i Catalogue of Life.